# Гуго Простодушный
Гуго Простодушный (Candidus, Hugo, также известный как Blancus, Albus, Ugo Candido, Hugh of Remiremont, Hughes Le Blanc) — английский католический церковный деятель XI века.
Вступил в орден бенедиктинцев в Ремирмонском аббатстве. В 1049 году Лев IX провозгласил его кардиналом-священником Сан-Клементе. На базельском синоде в октябре 1061 года поддержал антипапу Гонория II, однако вскоре перешел на сторону папы Александра II. Был послан в качестве папского легата в Испанию, где занимался установлением целибата в рядах священников, а также пытался заменить мосарабский обряд римским. Во время второго визита в Испанию в марте 1073 года был обвинён в симонии. Из-за связей с врагами папы Григория VII в 1075 году был подвергнут экскоммуникации. Участвовал в синодах в Вормсе и в Бриксене, на последнем поддержал избрание антипапы Климента III. Был повторно экскоммуницирован Григорием VII на Латеранском синоде 3 марта 1078 года.
В 1084 году антипапа Климент III утвердил его в качестве епископа Фермо, а между 1089 и 1093 годами — епископом Палестрины.